# Grande Prêmio do Canadá de 1998
Resultados do Grande Prêmio do Canadá de Fórmula 1 realizado em Montreal em 7 de junho de 1998. Sétima etapa da temporada, teve como vencedor o alemão Michael Schumacher, da Ferrari.

## Resumo
- Última corrida de Jan Magnussen, que, ao terminar em sexto lugar, conquistou seu único ponto na Fórmula 1 e o primeiro de um piloto dinamarquês na categoria.

- A corrida ficou marcada pela capotagem de Alexander Wurz na primeira largada. Wurz tentou ultrapassar Jean Alesi (Sauber) por dentro, mas, perdeu completamente a freada. A Benetton decolou no toque entre os carros e capotou pela caixa de brita, levando junto a Prost de Jarno Trulli. Olivier Panis (Prost) e Johnny Herbert (Sauber) também foram envolvidos na lambança. Mesmo capotando por três vezes, Wurz parou com o carro na posição certa, e, milagrosamente, não se machucou. Naquela época, era permitida a troca de caso em caso de interrupção da corrida antes de duas voltas, e o austríaco saiu correndo a pé em busca do carro-reserva nos boxes. Wurz ainda conseguiu partir da sua posição original no grid, mas se viu envolto numa outra confusão na segunda largada. Desta vez, ele escapou, embora tenha caído para 16º. Mas, numa prova tumultuada, com três entradas do safety car, o austríaco fez excelente corrida de recuperação para terminar em quarto lugar.

## Classificação da prova

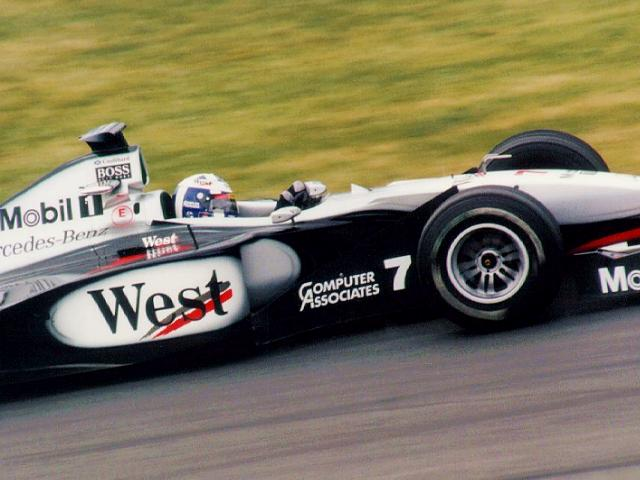
Coulthard fez pole position, mas abandonou a corrida

### Treino oficial
| Pos.                      | Nº | Piloto                | Construtor          | Tempo    | Diferença |
| ------------------------- | -- | --------------------- | ------------------- | -------- | --------- |
| 1                         | 7  | David Coulthard       | McLaren-Mercedes    | 1:18.213 |           |
| 2                         | 8  | Mika Häkkinen         | McLaren-Mercedes    | 1:18.282 | + 0.069   |
| 3                         | 3  | Michael Schumacher    | Ferrari             | 1:18.497 | + 0.284   |
| 4                         | 5  | Giancarlo Fisichella  | Benetton-Playlife   | 1:18.826 | + 0.613   |
| 5                         | 10 | Ralf Schumacher       | Jordan-Mugen/Honda  | 1:19.242 | + 1.029   |
| 6                         | 1  | Jacques Villeneuve    | Williams-Mecachrome | 1:19.588 | + 1.375   |
| 7                         | 2  | Heinz-Harald Frentzen | Williams-Mecachrome | 1:19.614 | + 1.401   |
| 8                         | 4  | Eddie Irvine          | Ferrari             | 1:19.616 | + 1.403   |
| 9                         | 14 | Jean Alesi            | Sauber-Petronas     | 1:19.693 | + 1.480   |
| 10                        | 9  | Damon Hill            | Jordan-Mugen/Honda  | 1:19.717 | + 1.504   |
| 11                        | 6  | Alexander Wurz        | Benetton-Playlife   | 1:19.765 | + 1.552   |
| 12                        | 15 | Johnny Herbert        | Sauber-Petronas     | 1:19.845 | + 1.632   |
| 13                        | 18 | Rubens Barrichello    | Stewart-Ford        | 1:19.953 | + 1.740   |
| 14                        | 12 | Jarno Trulli          | Prost-Peugeot       | 1:20.188 | + 1.975   |
| 15                        | 11 | Olivier Panis         | Prost-Peugeot       | 1:20.303 | + 2.090   |
| 16                        | 21 | Toranosuke Takagi     | Tyrrell-Ford        | 1:20.328 | + 2.115   |
| 17                        | 17 | Mika Salo             | Arrows              | 1:20.536 | + 2.323   |
| 18                        | 22 | Shinji Nakano         | Minardi-Ford        | 1:21.230 | + 3.017   |
| 19                        | 16 | Pedro Paulo Diniz     | Arrows              | 1:21.301 | + 3.088   |
| 20                        | 19 | Jan Magnussen         | Stewart-Ford        | 1:21.629 | + 3.416   |
| 21                        | 23 | Esteban Tuero         | Minardi-Ford        | 1:21.822 | + 3.609   |
| 22                        | 20 | Ricardo Rosset        | Tyrrell-Ford        | 1:21.824 | + 3.611   |
| Limite dos 107%: 1:23.688 |    |                       |                     |          |           |
| Fonte:                    |    |                       |                     |          |           |

### Corrida

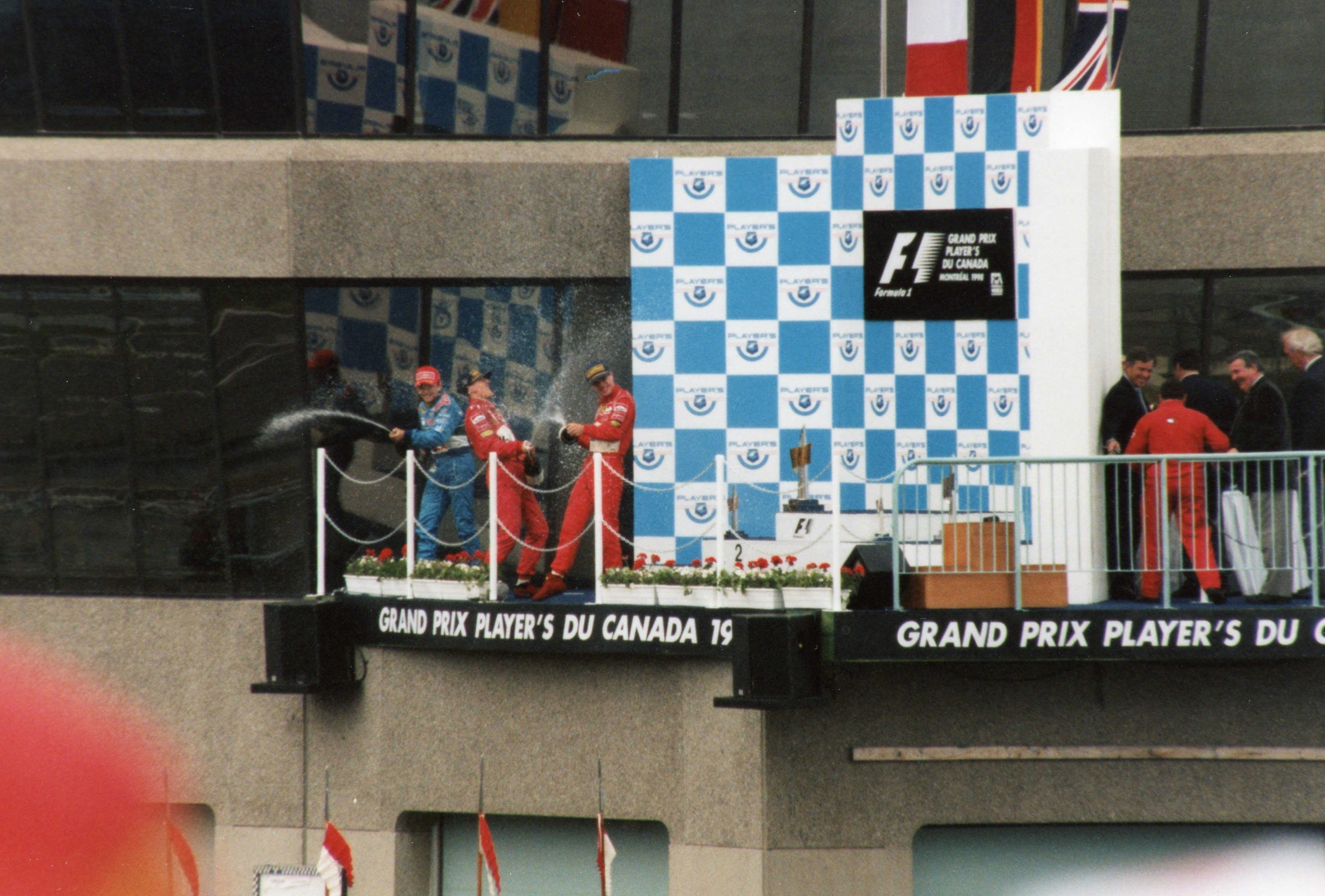
Fisichella, Schumacher, e Irvine no podium após a corrida.

| Pos.   | Nº | Piloto                | Construtor          | Voltas | Tempo/Diferença | Grid | Pontos |
| ------ | -- | --------------------- | ------------------- | ------ | --------------- | ---- | ------ |
| 1      | 3  | Michael Schumacher    | Ferrari             | 69     | 1:40:57.335     | 3    | 10     |
| 2      | 5  | Giancarlo Fisichella  | Benetton-Playlife   | 69     | + 16.662        | 4    | 6      |
| 3      | 4  | Eddie Irvine          | Ferrari             | 69     | + 1:00.059      | 8    | 4      |
| 4      | 6  | Alexander Wurz        | Benetton-Playlife   | 69     | + 1:03.232      | 11   | 3      |
| 5      | 18 | Rubens Barrichello    | Stewart-Ford        | 69     | + 1:21.513      | 13   | 2      |
| 6      | 19 | Jan Magnussen         | Stewart-Ford        | 68     | + 1 volta       | 20   | 1      |
| 7      | 22 | Shinji Nakano         | Minardi-Ford        | 68     | + 1 volta       | 18   |        |
| 8      | 20 | Ricardo Rosset        | Tyrrell-Ford        | 68     | + 1 volta       | 22   |        |
| 9      | 16 | Pedro Paulo Diniz     | Arrows              | 68     | + 1 volta       | 19   |        |
| 10     | 1  | Jacques Villeneuve    | Williams-Mecachrome | 63     | + 6 voltas      | 6    |        |
| Ret    | 23 | Esteban Tuero         | Minardi-Ford        | 53     | Pane elétrica   | 21   |        |
| Ret    | 9  | Damon Hill            | Jordan-Mugen/Honda  | 42     | Pane elétrica   | 10   |        |
| Ret    | 11 | Olivier Panis         | Prost-Peugeot       | 39     | Motor           | 15   |        |
| Ret    | 2  | Heinz-Harald Frentzen | Williams-Mecachrome | 20     | Spun off        | 7    |        |
| Ret    | 7  | David Coulthard       | McLaren-Mercedes    | 18     | Acelerador      | 1    |        |
| Ret    | 15 | Johnny Herbert        | Sauber-Petronas     | 18     | Spun off        | 12   |        |
| Ret    | 17 | Mika Salo             | Arrows              | 18     | Acidente        | 17   |        |
| Ret    | 8  | Mika Häkkinen         | McLaren-Mercedes    | 0      | Câmbio          | 2    |        |
| Ret    | 10 | Ralf Schumacher       | Jordan-Mugen/Honda  | 0      | Câmbio          | 5    |        |
| Ret    | 14 | Jean Alesi            | Sauber-Petronas     | 0      | Colisão         | 9    |        |
| Ret    | 12 | Jarno Trulli          | Prost-Peugeot       | 0      | Colisão         | 14   |        |
| Ret    | 21 | Toranosuke Takagi     | Tyrrell-Ford        | 0      | Transmissão     | 16   |        |
| Fonte: |    |                       |                     |        |                 |      |        |

## Tabela do campeonato após a corrida
| Pos. | Piloto               | Pontos |
| ---- | -------------------- | ------ |
| 1    | Mika Häkkinen        | 46     |
| 2    | Michael Schumacher   | 34     |
| 3    | David Coulthard      | 29     |
| 4    | Eddie Irvine         | 19     |
| 5    | Giancarlo Fisichella | 13     |

| Pos. | Construtor          | Pontos |
| ---- | ------------------- | ------ |
| 1    | McLaren-Mercedes    | 75     |
| 2    | Ferrari             | 53     |
| 3    | Benetton-Playlife   | 25     |
| 4    | Williams-Mecachrome | 16     |
| 5    | Stewart-Ford        | 5      |

- Nota: Somente as primeiras cinco posições estão listadas.